# Gmina Dubiecko
Gmina Dubiecko es una gmina (distrito administrativo) rural en el condado de Przemyśl, Voivodato de Subcarpacia, en el sureste de Polonia. Su sede es el pueblo de Dubiecko, que se encuentra aproximadamente 28 kilómetros (17 mi) al oeste de Przemyśl y 36 kilómetros (22 mi) al sureste de la capital regional Rzeszów.
La gmina cubre un área de 154,26 kilómetros cuadrados (59,6 mi²) y, en 2006, su población total es de 9.590 (9.432 en 2013).
La gmina contiene parte del área protegida llamada Parque paisajístico Pogórze Przemyskie.

## Pueblos
Gmina Dubiecko contiene los pueblos y asentamientos de Bachórzec, Drohobyczka, Dubiecko, Hucisko Nienadowskie, Iskań, Kosztowa, Łączki, Nienadowa, Piątkowa, Przedmieście Dubieckie, Sielnica, Śliwnica , Słonne, Tarnawka, Winne-Podbukowina, Wybrzeże y Załazek Piątkowski.

## Gminas vecinas
Gmina Dubiecko limita con las gminas de Bircza, Dynów, Jawornik Polski, Kańczuga, Krzywcza y Pruchnik.